# 1995 VD19
1995 VD19 är en asteroid i huvudbältet som upptäcktes den 15 november 1995 av Beijing Schmidt CCD Asteroid Program vid Xinglong-observatoriet.
Asteroiden har en diameter på ungefär 3 kilometer.